# 3636 Пайдушакова
3636 Пайдушакова (3636 Pajdušáková) — астероїд головного поясу, відкритий 17 жовтня 1982 року.
Тіссеранів параметр щодо Юпітера — 3,584.